# Robert Brauner (Theologe)
Robert Brauner (* 30. September 1816 in Habelschwerdt, Grafschaft Glatz; † 2. August 1854 in Berlin) war ein deutscher Prediger und Theologe der deutschkatholischen Bewegung.

## Leben
Robert Brauner studierte Theologie, wurde zum Priester geweiht und arbeitete anschließend zunächst als katholischer Kaplan in Schönfeld, und in seiner Heimatstadt. Der neu entstehenden deutschkatholischen Bewegung schloss er sich 1845 an und wurde erster Prediger der Berliner deutschkatholischen Gemeinde. Sie wuchs unter seiner Leitung auf bis zu 2000 Mitglieder an. Die Versammlungen fanden zunächst im Hörsaals des Berlinischen Gymnasiums zum Grauen Kloster statt und ab 1848 auch in der Klosterkirche.
Infolge des Engagements in der Revolution von 1848 wurde der Gemeinde 1851 die weitere Nutzung der Klosterkirche untersagt, Brauner selbst wurde am 14. September aus Berlin ausgewiesen. Er gab weiter die Zeitschrift Dissident heraus und wurde wegen Verstoßes gegen das Versammlungsrecht angeklagt, weil sich mit Gemeindemitgliedern im Umland getroffen hatte. Trotz eines Freispruches wurde er wegen seiner Kritik an der Politik der preußischen Regierung erneut ausgewiesen, diesmal aus ganz Preußen. Brauner lebte danach zeitweise in Frankreich und der Schweiz, bis er im Herbst 1853 nach Wiesbaden zog. Seine Berliner Gemeinde beschloss, den inzwischen schwer erkrankten Brauner zurückzuholen. Im Juli 1854 kehrte er in Begleitung zweier Vorstandsmitglieder nach Berlin zurück. Ein erneuter Ausweisungsbefehl konnte nicht mehr durchgesetzt werden, da Brauner am 2. August 1854 starb. Er ist auf dem Friedhof der deutschkatholischen Gemeinde an der Pappelallee beigesetzt.

## Veröffentlichungen
- Der sich immer mehr entwickelnde Deutsch-Katholizismus. 34 Kanzelvorträge. Springer, Berlin 1846.
- Über die Persönlichkeit Jesu. Zwei Predigten. Springer, Berlin 1847.
- Von wannen kommt uns Kunde von Gott? Niemeyer (in Kommission), Hamburg 1847.
- Todtenfeier für die am 18. und 19. März 1848 Gefallenen: Rede. Reuter und Stargardt, Berlin 1849 („Der Erlös ist als Beitrag zu dem im Friedrichshain zu errichtenden Denkmale bestimmt.“)
- Religionslehre für Freie, in katechetischer Form. In Comission bei F. Geelhar (Dr. von C. Jahncke), Berlin 1851.
- Die politische Reaktion und das alte Kirchenthum. 2. Aufl., Selbstverlag des Verfassers, Berlin 1851.